# Unintended
Unintended — сингл британской альтернативной рок-группы Muse с их дебютного альбома Showbiz. Песня также выходила на Muscle Museum EP и Hullabaloo DVD. Исполнялась на концертах в 1999—2001 годах. На песню был снят клип и сделан ремикс, который так и не был выпущен.

## Список композиций
7":
1. «Unintended» — 4:00
2. «Sober (live at Paradiso, Amsterdam)» — 4:07

CD 1:
1. «Unintended» — 4:00
2. «Recess» — 3:35
3. «Falling Down (acoustic Ouï FM)» — 5:10
4. «Unintended (Enhanced Video)» — 4:00

CD 2:
1. «Unintended» — 4:00
2. «Nishe» — 2:42
3. «Hate This & I'll Love You (live acoustic version)» — 5:00

Компакт-кассета:
1. «Unintended» — 4:02
2. «Sober (live at Paradiso, Amsterdam)» — 3:37

CD (Бенилюкс — Бельгия, Нидерланды, Люксембург):
1. «Unintended» — 4:00
2. «Recess» — 3:35
3. «Falling Down (acoustic Ouï FM)» — 5:10
4. «Sober (live at Paradiso, Amsterdam)» — 4:07